# 1466
1466. је била проста година.